# Bar-Tabac

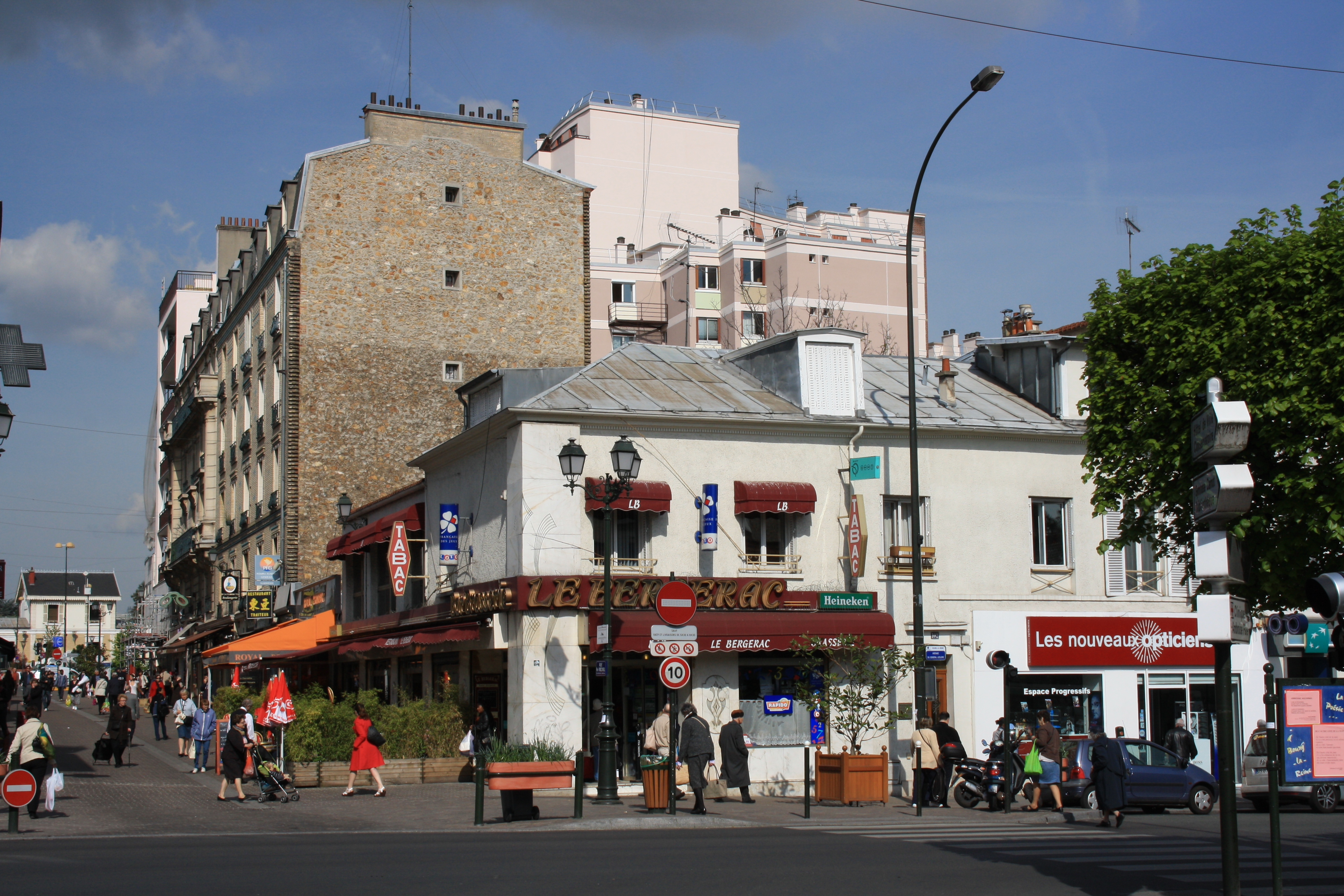
Le Bergerac in Bourg-la-Reine

Bar-Tabac heißen in Frankreich Gaststätten (Bistrot, Bar), Schankwirtschaften (Brasserie, Maison de la Bière) und Cafés, die gleichzeitig das exklusive, staatlich konzessionierte Recht zum Verkauf von Tabakwaren besitzen. Gerade in Kleinstädten und Dörfern ist die Bar-Tabac von morgens bis in den späten Abend hinein und ohne wöchentlichen Ruhetag durchgehend geöffnet und stellt oft den zentralen Ort für soziale Kontakte dar. Typisch ist das zusätzliche Angebot von Zeitungen, Zeitschriften, Süßigkeiten und Lotteriespielen sowie einfacher, kleiner Speisen, z. B. Sandwiches, Pain-beurre, also Baguettes mit gekochtem Schinken (jambon), Leberpastete (paté) oder Butter, und Suppen. In den letzten Jahren hat sich mehr und mehr eingebürgert, keine Speisen mehr zu verkaufen.
Als Zeichen dieses Verkaufsmonopols haben Bar-Tabacs einen roten Doppel-Kegel über dem Geschäftseingang angebracht. Ebenso wie die Bezeichnung Bar-Tabac sieht man dieses Erkennungszeichen, das neben dem PMU-Schild prägend für das Straßenbild französischer Gemeinden war, auch heute noch häufig an den Fassaden gastronomischer Betriebe – unabhängig ob es sich noch um eine Bar-Tabac handelt. Das Lebensgefühl, das sich für viele Franzosen noch heute in der Existenz von Bar-Tabacs ausdrückt, fand auch Niederschlag in zahlreichen Filmen (beispielsweise Bar Tabac von Serenella Converti oder Die fabelhafte Welt der Amélie, der u. a. in dem bekannten Pariser Bar-Tabac Café des Deux-Moulins gedreht wurde) und Chansons, etwa dem 1999 erschienenen Titel Y a une boum (dans le bar-tabac d'en bas) von Michel Leeb.
Bezeichnung und typischer – oder für typisch gehaltener – Einrichtungsstil finden sich vereinzelt auch bei gastronomischen Betrieben in anderen Ländern, sowohl in der frankophonen Welt als auch beispielsweise in Deutschland, Großbritannien und den USA.

## Hintergrund: das französische Tabakmonopol
Ursache für die Entstehung dieser französischen Besonderheit war das staatliche Tabakwarenmonopol, das sich gleichermaßen auf Anbau, Fertigung und Handel bezog, erstmals schon 1674 von Jean-Baptiste Colbert eingeführt und – nach seiner Aufhebung (1791) durch die Nationalversammlung – 1810 unter Napoléon Bonaparte erneuert wurde. Im April 1970 entstanden auf Beschluss der Europäischen Gemeinschaft zur Einführung eines gemeinsamen Rohtabakmarktes die Voraussetzungen zur Abschaffung nationaler Monopole; förmlich abgeschafft wurde es in Frankreich aber erst 1995. Das Monopolunternehmen Seita, traditionsreicher Hersteller der Marken Gauloises und Gitanes und inzwischen in der Altadis aufgegangen, muss sich seither ebenso am Markt behaupten wie die Groupe France-Tabac, die heute vornehmlich die heimischen Tabakpflanzer vertritt.